# Austin Lace
 (avril 2018).
Austin Lace est un groupe belge de pop et rock alternatif, originaire de Nivelles, en Région wallonne.

## Historique
En 1997, Fabrice Detry, John Bretzel, Enzo Porta, Fred Stiens et Yann Luyckfasseel sont en vacances dans le Sud de la France quand ils décident de former un groupe. De retour chez eux, ils se mettent à travailler sur une démo trois titres. Ils enregistrent ensuite leur premier EP, Subtitles qui sort en 1999 sur le label belge 62 TV Records. Un an plus tard, le groupe enregistre son premier LP, Commodore Pace sur le même label.
En 2004, ils sortent l'EP Wax, sur lequel Yann Luyckfasseel est remplacé par Lionel Detry. Austin Lace sort l'album Easy To Cook deux ans plus tard. En 2008, Thierry Debrouwer se joint à la formation en tant que guitariste et Enzo Porta est remplacé au clavier par Matthieu Frances (co-créateur de la série télévisée Ennemi public) pour l'enregistrement de leur dernier album, The Motherman, duquel est issu leur single Katz.

## Discographie
- 1999 : Subtitles (EP)
- 2000 : Commodore Pace
- 2000 : Education First (EP)
- 2004 : Wax (EP)
- 2006 : Easy To Cook
- 2008 : The Motherman